# Manekia venezuelana
Manekia venezuelana är en pepparväxtart som först beskrevs av Julian Alfred Steyermark, och fick sitt nu gällande namn av T.Arias, Callejas & Bornst.. Manekia venezuelana ingår i släktet Manekia och familjen pepparväxter. Inga underarter finns listade i Catalogue of Life.